# Миннесота-Лейк (тауншип, Миннесота)
Миннесота-Лейк (англ. Minnesota Lake) — тауншип в округе Фэрибо, Миннесота, США. На 2000 год его население составило 237 человек.

## География
По данным Бюро переписи населения США площадь тауншипа составляет 88,1 км², из которых 81,4 км² занимает суша, а 6,7 км² — вода (7,61 %).

## Демография
По данным переписи населения 2000 года здесь находились 237 человек, 83 домохозяйства и 70 семей.  Плотность населения —  2,9 чел./км².  На территории тауншипа расположено 86 построек со средней плотностью 1,1 построек на один квадратный километр. Расовый состав населения: 100,00 % белых.
Из 83 домохозяйств в 39,8 % воспитывались дети до 18 лет, в 73,5 % проживали супружеские пары, в 4,8 % проживали незамужние женщины и в 14,5 % домохозяйств проживали несемейные люди. 12,0 % домохозяйств состояли из одного человека, при том 6,0 % из — одиноких пожилых людей старше 65 лет. Средний размер домохозяйства — 2,86, а семьи — 3,11 человека.
31,2 % населения — младше 18 лет, 3,8 % — в возрасте от 18 до 24 лет, 26,6 % — от 25 до 44, 26,6 % — от 45 до 64, и 11,8 % — старше 65 лет. Средний возраст — 38 лет. На каждые 100 женщин приходилось 115,5 мужчин.  На каждые 100 женщин старше 18 приходилось 106,3 мужчин.
Средний годовой доход домохозяйства составлял 41 250 долларов, а средний годовой доход семьи —  46 667 долларов. Средний доход мужчин —  21 250  долларов, в то время как у женщин — 30 833. Доход на душу населения составил 23 788 долларов. За чертой бедности находились 7,4 % семей и 10,6 % всего населения тауншипа, из которых 12,5 % младше 18 и 6,3 % старше 65 лет.